# Kokava nad Rimavicou
Kokava nad Rimavicou (in ungherese Rimakokova) è un comune della Slovacchia facente parte del distretto di Poltár, nella regione di Banská Bystrica.